# Monoposthia pacifica
Monoposthia pacifica är en rundmaskart som beskrevs av Allgen 1951. Monoposthia pacifica ingår i släktet Monoposthia och familjen Monoposthiidae. Inga underarter finns listade i Catalogue of Life.